# Jan Kralj
Jan Kralj (* 3. März 1995 in Ljubljana) ist ein ehemaliger slowenischer Snowboarder. Er startete in den Freestyledisziplinen.

## Werdegang
Kralj nahm von 2008 bis 2015 an Wettbewerben der Ticket to Ride World Snowboard Tour und der FIS teil. Dabei belegte er bei den Juniorenweltmeisterschaften 2010 in Cardrona den 37. Platz in der Halfpipe und den 34. Rang im Slopestyle. In der Saison 2010/11 kam er bei den Snowboard-Weltmeisterschaften 2011 in La Molina auf den 45. Platz in der Halfpipe und nahm in Bardonecchia erstmals am Snowboard-Weltcup teil, wobei er den 29. Platz im Slopestyle und den 14. Platz in der Halfpipe errang. Bei den Juniorenweltmeisterschaften 2011 in Chiesa in Valmalenco belegte er den 53. Platz im Slopestyle und den 20. Rang in der Halfpipe. In der folgenden Saison wurde er bei den Olympischen Jugend-Winterspielen 2012 in Kühtai Sechster in der Halfpipe sowie Vierter im Slopestyle und errang bei den Juniorenweltmeisterschaften 2012 in der Sierra Nevada den 19. Platz im Slopestyle sowie den 17. Platz in der Halfpipe. In der Saison 2012/13 erreichte er mit Platz 13 in der Halfpipe in Ruka seine beste Platzierung im Weltcup und kam bei den Snowboard-Weltmeisterschaften 2013 im Stoneham auf den 26. Platz in der Halfpipe. Bei den Snowboard-Juniorenweltmeisterschaften 2013 in Erzurum wurde er Elfter in der Halfpipe und Fünfter im Slopestyle. Bei seiner einzigen Teilnahme an Olympischen Winterspielen im Februar 2014 in Sotschi errang er den 29. Platz in der Halfpipe. In der Saison 2014/15 belegte er bei den Snowboard-Weltmeisterschaften 2015 am Kreischberg den 31. Platz in der Halfpipe und absolvierte in Park City seinen 15. und damit letzten Weltcup, welchen er auf dem 28. Platz in der Halfpipe beendete.

## Teilnahmen an Weltmeisterschaften und Olympischen Winterspielen

### Olympische Winterspiele
- 2014 Sotschi: 29. Platz Halfpipe

### Snowboard-Weltmeisterschaften
- 2011 La Molina: 45. Platz Halfpipe
- 2013 Stoneham: 26. Platz Halfpipe
- 2015 Kreischberg: 31. Platz Halfpipe

## Weltcup-Gesamtplatzierungen
| Saison  | Freestyle | Freestyle | Halfpipe | Halfpipe | Slopestyle | Slopestyle |
| Saison  | Punkte    | Platz     | Punkte   | Platz    | Punkte     | Platz      |
| ------- | --------- | --------- | -------- | -------- | ---------- | ---------- |
| 2010/11 | 180       | 104.      | 180      | 55.      | –          | –          |
| 2011/12 | 28        | 130.      | 28       | 72.      | –          | –          |
| 2012/13 | 154       | 95.       | 93       | 57.      | 61         | 52.        |
| 2013/14 | 370       | 60.       | 370      | 29.      | –          | –          |
| 2014/15 | 76        | 98.       | 76       | 36.      | –          | –          |